# 오스탸크

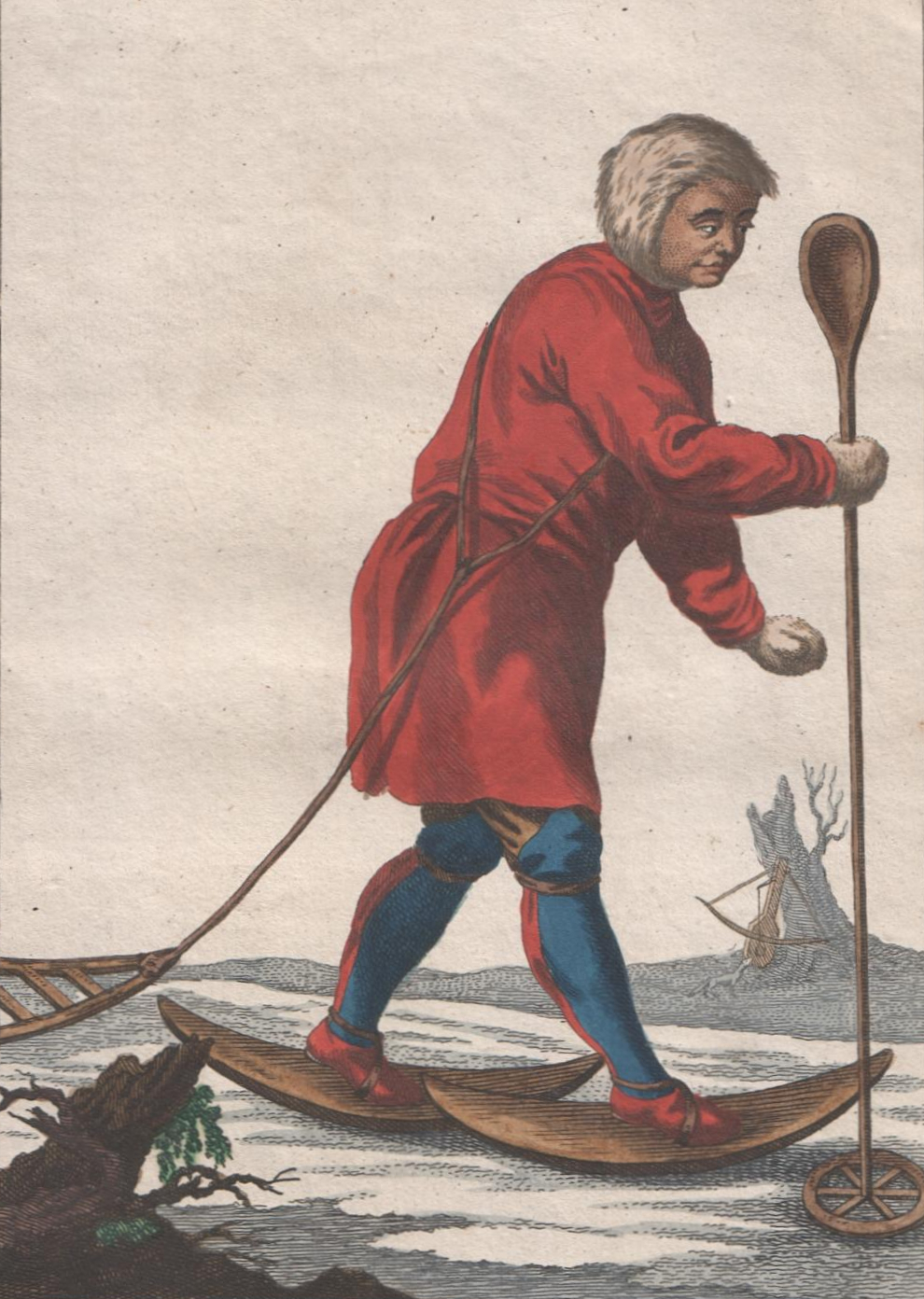
1793년 그려진 "오스탸크인" 족제비 사냥꾼의 묘사화

오스탸크(러시아어: Остя́к)는 과거 러시아에서 시베리아 지역의 특정한 몇몇 원주민족과 그들의 언어를 가리키던 명칭이다. 특히 한티족과 케트족이 오스탸크로 불렸으며, 셀쿠프족도 "오스탸크-사모예드"라는 이름으로 지칭되었다.

## 상세
러시아인들에게 유그라라고도 알려진 지역에 살던 한티족은 16세기 문헌에서부터 "오스탸크"라는 이름으로 등장하기 시작한다. 1930년대에 소련 당국이 자기 지칭이던 '한티'를 민족명으로 채택하였다.
오늘날 러시아 크라스노야르스크 지방에 해당하는 예니세이강 유역에 살던 케트족과 조우한 제정 러시아인들은 이들을 "오스탸크" 또는 "예니세이 오스탸크"라는 이름으로 불렀다. 셀쿠프족도 1930년대까지 "오스탸크-사모예드족"으로 알려져 있었는데, 이들은 실제로 예니세이족과 사모예드족의 혼합으로 형성된 민족이다.

## 같이 보기
- 고시베리아 제어
- 시베리아 원주민